# 長谷川典夫
長谷川 典夫（はせがわ のりお、1929年 - 2013年1月27日）は、日本の地理学者。理学博士（東北大学・論文博士・1962年）。三重大学名誉教授。自然地理学、人文地理学にまたがり多様な研究を展開し、著書『流通地域論』（1984年）などでシステム概念を地域論に導入した。

## 経歴
青森県生まれ。1953年、東北大学理学部地理学科卒業。
1962年、「土地利用の立地の地理学的研究」で、東北大学から理学博士の学位を取得。
東北大学、宮城教育大学、三重大学、専修大学で教職を歴任した。1992年に三重大学人文学部教授を退職して、専修大学文学部教授となり、三重大学からは名誉教授の称号を贈られた。
2013年1月27日に死去。享年83。死後、2月22日に、従四位瑞宝小綬章が追贈された。

## 長谷川賞
東北地理学会は、若手地理学研究者の育成を目的とする論文賞を「東北地理学会研究奨励賞（長谷川賞）」と称しているが、これは、長谷川の喜寿記念事業を行なった実行委員会が学会に寄付した寄付金を基にこの賞が設けられたという経緯によっている。

## おもな業績

### 単著
- 流通と地域、大明堂、1983年
- 流通地域論、大明堂、1984年
- 地誌学研究 : 地誌作成法とその実例、大明堂、1994年